# Штампа у Босанској Крајини 1906–1941 (књига)
Штампа у Босанској Крајини 1906–1941 стручна монографија историчара Бојана Стојнића (1978), објављена 2016. године у издању "Удружења архивских радника Републике Српске" и "Архива Републике Српске" из Бања Луке.

## О аутору
Бојан Стојнић је рођен 1978. године у Бања Луци. Директор је Архива Републике Српске. Стојнић је магистар историјских наука, са стручним звањем архивског савјетника, докторанд на Филозофском факултету у Бања Луци, Одсјек за историју. Аутор је већег броја научних и стручних монографија, расправа, чланака, архивских изложби и зборника докумената.

## О књизи
Књига је посвећена битном сегменту друштвене делатности, о штампи  на територији Босанске Крајине у периоду од 1906. до 1941. године. Обухваћено је аустроугарско, раздобље Великог рата и период прве југословенске државе.